# David O’Sullivan (Beamter)

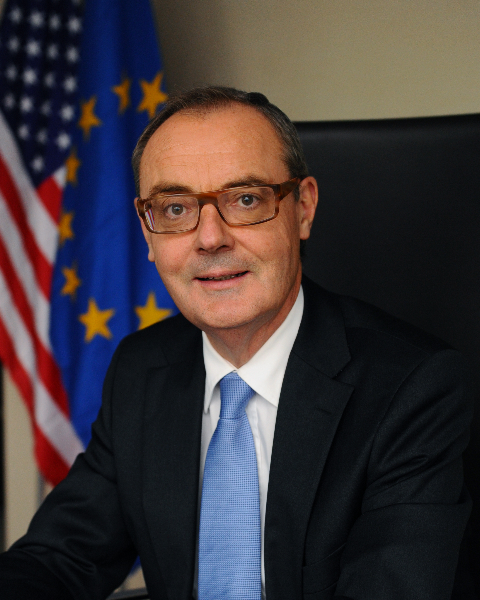
David O’Sullivan als EU-Botschafter bei den USA

David O’Sullivan (* 1. März 1953 in Dublin) ist ein irischer Ökonom und EU-Beamter. Seit Januar 2023 ist er der EU-Sanktionsbeauftragte.

## Leben
O’Sullivan studierte Wirtschaftswissenschaften und Soziologie am Trinity College Dublin und schloss sein Studium dort 1975 ab. Als Postgraduierter absolvierte er ein Ergänzungsstudium in European Studies am College of Europe in Brügge. Danach arbeitete er im irischen Außenministerium. 1979 trat er in den Dienst der Europäischen Kommission (Generaldirektion Auswärtige Beziehungen) ein. 1981 wurde er Legationssekretär erster Klasse der Delegation der Europäischen Kommission in Japan. 1985 trat er in das Kabinett des irischen Wettbewerbskommissars Peter Sutherland ein. 
1993 wurde er Kabinettsmitglied und 1994 Kabinettschef des Kommissars für Soziale Angelegenheiten Pádraig Flynn. 
1996 wurde er Direktor für Sozialpolitik und Koordination des Europäischen Sozialfonds (Plus) und 1998 Direktor für den Haushalt in der Generaldirektion für Beschäftigung. Zum Generaldirektor für Erziehung und Kultur wurde er 1999 ernannt. Schon im gleichen Jahr wurde O’Sullivan zum Kabinettschef der Kommission Prodi und im Jahr darauf zum Generalsekretär der Europäischen Kommission ernannt.
Von 2005 bis 2010 war er Generaldirektor für Handel. Von Oktober bis Dezember 2010 war er kurzfristig Generaldirektor für Auswärtige Beziehungen, um dann die Verwaltung des Europäischen Auswärtigen Dienstes zu übernehmen. 
Von 2014 bis 2019 war er Botschafter der Europäischen Union in den Vereinigten Staaten von Amerika.
Seit Januar 2023 ist er EU-Beauftragter für Sanktionen.

## Privates
Der Vater Gerald O’Sullivan war Stabschef in den Irischen Streitkräften. Einen großen Teil seiner Kindheit verbrachte David O’Sullivan in Kalifornien. Er ist verheiratet und hat zwei Kinder.

## Ehrungen
1999 wurde er als Europäer des Jahres in der Europäischen Bewegung Irlands geehrt. 2005 erhielt er den Ehrendoktor des Dublin Institute of Technology und 2014 den Ehrendoktor des Trinity College Dublin.